# Èsquil d'Alexandria
Èsquil d'Alexandria, en llatí Aeschylus, en grec antic: Αἰσχύλος, fou un poeta èpic grec que va viure abans del final del segle ii. Ateneu l'esmenta com un home ben informat. Un dels seus poemes es titula Amphitryon i un altre Messeniaca. Del primer se'n conserva un fragment. Zenobi diu que també va escriure un llibre sobre proverbis, Περὶ Παροιμιῶν.